# Cristiano Zanetti
Cristiano Zanetti (Carrara, 14. travnja 1977.) je talijanski umirovljeni nogometaš.

## Karijera

### Klupska karijera
Zanetti je nogometnu karijeru započeo u juniorima Fiorentine da bi 1993. bio prebačen u seniorski sastav. S klubom je 1996. osvojio talijanski kup a nakon toga odlazi u Veneziju. Igrač je tijekom karijere promijenio mnogo klubova dok je s A.S. Romom i Interom bio talijanski prvak.
2006. godine otišao je u Juventus kao slobodni igrač. Upravo je on bio posljednji igrač kojeg je doveo Juventusov direktor Luciano Moggi prije nego što mu je izrečena petogodišnja suspenzija iz nogometa. Klub je u to vrijeme izbačen u Serie B zbog namještanja utakmica a Zanetti se s Juveom nakon jedne sezone uspio plasirati natrag u prvu ligu. Također, s klubom je već 2008. igrao u Ligi prvaka.
10. kolovoza 2009. Cristiano Zanetti se vraća u Fiorentinu s kojom je potpisao dvogodišnji ugovor uz mogućnost produljenja na još jednu godinu. Vrijednost transfera je iznosila dva milijuna eura plus Felipe Melo koji je otišao u torinski klub. Nakon isteka ugovora Zanetti je postao igrač Brescije u kojoj je igrao jednu sezonu dok je danas bez kluba.

### Reprezentativna karijera
Cristiano Zanetti je s talijanskom U21 reprezentacijom 2000. osvojio europsko juniorsko prvenstvo a iste godine je s mladom selekcijom nastupao i na Olimpijadi u Sydneyju.
Sa seniorskim sastavom je nastupio na Svjetskom prvenstvu 2002. i EURU 2004. Za Italiju je skupio ukupno 17 nastupa te je zabio jedan pogodak.

#### Pogoci za reprezentaciju
| #  | Datum             | Mjesto            | Protivnik | Pogodak | Rezultat | Natjecanje            |
| -- | ----------------- | ----------------- | --------- | ------- | -------- | --------------------- |
| 1. | 30. travnja 2003. | Ženeva, Švicarska | Švicarska | 2 : 1   | 2 : 1    | Prijateljska utakmica |

## Osvojeni trofeji

### Klupski trofeji
| Klub        | Trofej              | Sezona / godina |
| Italija     | Italija             | Italija         |
| ----------- | ------------------- | --------------- |
| Fiorentina  | Coppa Italia        | 1996.           |
| AS Roma     | Serie A             | 2000./01.       |
| Inter Milan | Coppa Italia        | 2005.           |
| Inter Milan | Supercoppa Italiana | 2005.           |
| Inter Milan | Serie A             | 2005./06.       |
| Inter Milan | Coppa Italia        | 2006.           |
| Juventus    | Serie B             | 2006./07.       |

### Reprezentativni trofeji
| Turnir                 | Trofej | Godina |
| ---------------------- | ------ | ------ |
| Europsko U21 prvenstvo | Zlato  | 2000.  |

## Vanjske poveznice
- Transfermarkt.co.uk